# Frank Heemskerk
Frank Heemskerk, né le 26 juillet 1969 à Haarlem, est un homme politique néerlandais. Membre du Parti travailliste (PvdA), il est élu représentant à la Seconde Chambre des États généraux lors des élections législatives anticipées du 22 janvier 2003. Il est par la suite secrétaire d'État aux Affaires économiques, chargé du commerce extérieur, sous le quatrième cabinet de Jan Peter Balkenende, du 22 février 2007 au 23 février 2010, lorsque les travaillistes se retirent de la coalition gouvernementale. 
Frank Heemskerk étudie l'économie à l'université d'Amsterdam. Il fait carrière dans le secteur bancaire, où il travaille pour ABN AMRO. Après son engagement politique, il travaille pour la Banque mondiale du 1er avril 2013 au 1er décembre 2018. Depuis le 1er janvier 2019, il est secrétaire général de la Table ronde des industriels européens.